# Vinci (firma)
Vinci (dříve Société Générale d'Entreprises; SGE), je druhou největší společností na světě v oblasti koncesí a stavebnictví, celosvětově zaměstnává přes 220 000 lidí. Činnost společnosti Vinci je organizována kolem 5 obchodních center: Vinci Autoroutes, Vinci Concessions, Vinci Énergies, Eurovia a Vinci Construction. V roce 2019 společnost sídlila ve více než 100 státech a její obrat v roce 2019 činil 48,053 miliardy eur.